# Jhonatan da Silva Pereira
Jhonatan da Silva Pereira (født 31. januar 1989) er en brasiliansk fodboldspiller.